# 대한민국 형사소송법 제256조의2
대한민국 형사소송법 제256조의2는 군검찰관에의 사건송치에 대한 형사소송법의 조문이다.

## 조문
제256조의2(군검찰관에의 사건송치) 검사는 사건이 군사법원의 재판권에 속하는 때에는 사건을 서류와 증거물과 함께 재판권을 가진 관할군사법원검찰부검찰관에게 송치하여야 한다. 이 경우에 송치전에 행한 소송행위는 송치후에도 그 효력에 영향이 없다.  <개정 1987.11.28.>
[본조신설 1973.1.25.]

第256條의2(軍檢察官에의 事件送致) 檢事는 事件이 軍事法院의 裁判權에 屬하는 때에는 事件을 書類와 證據物과 함께 裁判權을 가진 管轄軍事法院檢察部檢察官에게 送致하여야 한다. 이 境遇에 送致前에 行한 訴訟行爲는 送致後에도 그 效力에 影響이 없다.  <개정 1987.11.28.>
[本條新設 1973.1.25.]

## 참조 조문
제2조(관할위반과 소송행위의 효력) 소송행위는 관할위반인 경우에도 그 효력에 영향이 없다.

## 참고 문헌
- 손동권 신이철, 새로운 형사소송법(초판, 2013), 세창, 2013. ISBN 9788984114081

## 같이 보기
- 대한민국 형사소송법 제2조 관할위반과 소송행위의 효력
- 군사법원
- 군형법